# Роддик, Анита
Анита Роддик (англ. Anita Roddick; 23 октября 1942, Литлхэмптон — 10 сентября 2007, Чичестер) — британская бизнес-вумен, правозащитница и эколог, известна, прежде всего, как основатель Body Shop, компании по производству косметики, произведённой вручную из натуральных ингредиентов. «Body Shop» стала первой крупной европейской компанией, уделившей внимание этической стороне бизнеса. Товары, которые продаются в магазинах компании, сделаны из компонентов, купленных у производителей развивающихся стран по справедливым ценам и которые не испытываются на животных.
Роддик была активной участницей многих кампаний по защите прав человека и охраны окружающей среды. В 1991 году Роддик совместно Джоном Бёрдом основала в Лондоне уличную газету «The Big Issue», ставшей одним из ведущих социальных предприятий в Великобритании и одной из самых распространённых уличных газет в мире. В 1990 году Роддик основала благотворительную организацию «Children on the edge» («Дети на краю пропасти»), чтобы помогать детям-инвалидам, пострадавшим от военных конфликтов и природных катастроф в Восточной Европе и Азии.

## Биография
Анита Роддик родилась в 1942 году в городке Литтлхэмптон, который расположен на юге Великобритании в семье итальянских иммигрантов. В 1970 году Анита вышла замуж за шотландского путешественника Гордона Роддика. У них родились две дочери.
Анита Роддик основала «Body Shop» в 1976 году с целью создать источник дохода для себя и двух дочерей, в то время как её муж путешествовал по Южной Америке. После возвращения, её муж тоже присоединился к бизнесу. К 1991 году у «Body Shop» было уже 700 магазинов, а Роддик был награждена премией «World Vision Award for Development Initiative». К 2004 году число магазинов компании увеличилось до 1980, которые обслуживали более 77 миллионов клиентов во всем мире. Бренд занял второе место в рейтинге доверия британских покупателей, и 28-м в мире. В 2005 году она приняла решение оставить бизнес и продать компанию. В марте 2006 года косметическая компания L'Oreal приобрела The Body Shop за 625,3 миллиона фунтов стерлингов. Анита Роддик написала книгу «Take It Personally», которая призывает к равенству и к концу эксплуатации рабочих и детей в слаборазвитых странах.
В 1991 году Роддик совместно с Джоном Бёрдом основала в Лондоне уличную газету «The Big Issue», ставшей одним из ведущих социальных предприятий в Великобритании и одной из самых распространённых уличных газет в мире. Первоначальные инвестиции составили 50 000 долларов США и поступили от Body Shop.
В 2003 году королева Елизавета II наградилу Роддик Орденом британской империи второй степени.
В 2004 году у Роддик был диагностирован цирроз печени. вызванный гепатитом C. После этого Анита Роддик возглавила «Hepatitis C Trust», занимающегося людьми, страдающими от гепатита. Анита Роддик скончалась в 2007 году в возрасте 65-ти лет в Чичестере.
После её смерти Фонд Аниты Роддик дал четыре гранта в размере 120,000£ правозащитной организации «Cageprisoners», борющейся за права мусульман, которых без суда держат в заключении в тюрьме Гуантанамо под предлогом «борьбы с терроризмом».